# 프레드 빈슨

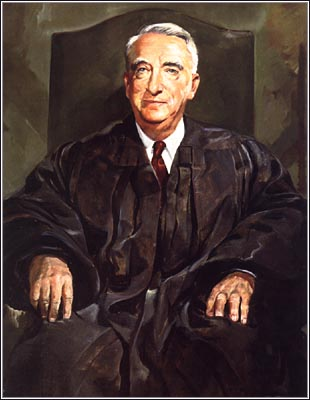
프레드 빈슨

프레드릭 무어 빈슨(Frederick Moore Vinson, 1890년 1월 22일 ~ 1953년 9월 8일)은 미국 정부의 3권 분립 하에서 근무한 미국 정치인이었고 빈슨 정치가문에서 가장 저명한 일원이었다. 입법부에서, 그는 12년동안 루이주, 켄터키주에서 미국 하원의 일원으로 당선이 되었다. 행정부에서, 그는 해리.S.트루먼 대통령 하에 재무장관으로 일한 경력이 있다. 사법부에서, 1946년 당시 트루먼 대통령은 빈슨을 미국 13번째 미국 연방 대법원장으로 임명하여 1946년 6월 24일부터 1953년 9월 8일까지 미국의 대법원장을 지냈다. 그는 앞으로 인종 차별 철폐의 신호탄이 될 '브라운 판결(Brown v. Board of Education of Topeka)'은 바로 아이젠하워의 통치 기간인 1954년에 친공화당적인 프레드 빈슨의 대법원에 의해 내려졌던 것이다.

## 역대 선거 결과
| 선거명        | 직책명                       | 대수 | 정당   | 득표율 | 득표수    | 결과 | 당락                   |
| ------------- | ---------------------------- | ---- | ------ | ------ | --------- | ---- | ---------------------- |
| 1924년 재선거 | 하원의원 (켄터키 제9선거구)  | 68대 | 민주당 | 72.93% | 15,681표  | 1위  | 켄터키주 하원의원 당선 |
| 1924년 선거   | 하원의원 (켄터키 제9선거구)  | 69대 | 민주당 | 54.52% | 45,899표  | 1위  | 켄터키주 하원의원 당선 |
| 1926년 선거   | 하원의원 (켄터키 제9선거구)  | 70대 | 민주당 | 59.10% | 31,063표  | 1위  | 켄터키주 하원의원 당선 |
| 1928년 선거   | 하원의원 (켄터키 제9선거구)  | 71대 | 민주당 | 47.10% | 45,426표  | 2위  | 낙선                   |
| 1930년 선거   | 하원의원 (켄터키 제9선거구)  | 72대 | 민주당 | 59.66% | 42,671표  | 1위  | 켄터키주 하원의원 당선 |
| 1932년 선거   | 하원의원 (켄터키 광역선거구) | 73대 | 민주당 | 6.60%  | 575,191표 | 1위  | 켄터키주 하원의원 당선 |
| 1934년 선거   | 하원의원 (켄터키 제8선거구)  | 74대 | 민주당 | 59.16% | 35,288표  | 1위  | 켄터키주 하원의원 당선 |
| 1936년 선거   | 하원의원 (켄터키 제8선거구)  | 75대 | 민주당 | 58.72% | 60,474표  | 1위  | 켄터키주 하원의원 당선 |